# Cutler, Illinois
Cutler är en ort i Perry County i delstaten Illinois, USA.